# Lancia Zeta
Lancia Zeta — переднеприводной минивэн, разработанный и выпускавшийся в 1995—2002 годах на совместном франко-итальянском предприятии Sevel Nord в Валансьене, Франция. Автомобиль, построенный на платформе U60 и входивший в семейство евровэнов первого поколения, позиционировался как наиболее престижный из них, «лимузин среди минивэнов». На Zeta не устанавливались маломощные двигатели, доступные для моделей-аналогов, а в схожих комплектациях её стоимость заметно (вплоть до 20-процентной разницы) превосходила таковую у родственных евровэнов.
Название Zeta соответствует принятой в Lancia политике именования автомобилей названиями букв греческого алфавита. Следует отметить, что так же назывался автомобиль этой марки, выпускавшийся в начале XX века.

## История модели

### Разработка
Первый шаг в развитии европейских минивэнов сделала французская аэрокосмическая компания Matra, имевшая также автомобильное подразделение (входившее в состав концерна PSA Peugeot-Citroën), создавшее в 1980 году прототип однообъёмного автомобиля Projet P18 с пластиковым кузовом. Однако он не заинтересовал руководство PSA и после некоторых доработок был продан главному конкуренту — Renault, которая в 1984 году представила минивэн Renault Espace, ставший родоначальником всех европейских минивэнов. Автомобиль стал весьма успешен, и для конкуренции с ним было принято решение разрабатывать свой проект однообъёмного автомобиля. Однако работа продвигалась с трудом, и удачных идей не возникало. В 1986 году компания Heuliez разработала прототип однообъёмника на базе Citroën BX, однако он был отвергнут из-за недостаточной вместительности.
Решением проблемы мог быть альянс с другим автопроизводителем, и на роль партнёра идеально подходила итальянская компания Fiat. У Peugeot-Citroën уже был успешный опыт сотрудничества с Fiat в Южной Америке — совместная компания Sevel (Société Européenne de Véhicules Légers). В декабре 1988 года во французском городе Валансьене был построен завод Sevel Nord.
Работы над проектом нового минивэна, получившим обозначение U60, начались в 1987 году. Автомобиль должен был получиться не слишком маленьким, как Nissan Prairie, и не слишком большим, как Toyota Previa, кроме того, было запланировано его производство под несколькими марками с некоторыми различиями в соответствии с фирменным стилем и принципами каждого бренда. Над внешним видом модели работали дизайн-студии Peugeot, Citroën, Fiat, Lancia и Alfa Romeo, а также были привлечены итальянские кузовные ателье Pininfarina, Bertone, Italdesign и IDEA. Было изготовлено большое количество макетов, и к 1989 году был достигнут консенсус о дизайне.
Далее началась разработка основных элементов конструкции автомобиля, а также период маркетинговых исследований. Поначалу предполагалось, что PSA задействует бренд Talbot, однако в связи с падением спроса и ухудшающейся репутацией этой марки было принято решение выпускать евровэн под марками Peugeot и Citroën. Концерн Fiat также принял решение производить модель под двумя брендами — Fiat и Lancia, причём последняя позиционировалась как наиболее роскошный и престижный автомобиль из всех.

### Производство
Автомобиль был представлен на Женевском автосалоне 10 марта 1994 года вместе с тремя другими минивэнами проекта U60 — Fiat Ulysse, Peugeot 806 и Citroën Evasion. Новинки получили в СМИ неофициальное общее название «евровэны» (англ. eurovans), впоследствии закрепившееся официально. Все они производились на одном заводе Sevel Nord в Валансьене, причём выпуск Lancia Zeta начался позже аналогов — в 1995 году.
С 1995 по 2002 год было выпущено всего 22 014 единиц этой модели — меньше, чем любого другого евровэна. По данным OICA, с 1998 по 2002 год было выпущено следующее количество автомобилей Lancia Zeta:
- 1998 год — 2490[10];
- 1999 год — 3299[11];
- 2000 год — 2265[12];
- 2001 год — 1852[13];
- 2002 год — 5232 (модели Zeta и Phedra в сумме)[14].

## Конструкция

### Кузов
Lancia Zeta имела однообъёмный несущий кузов. Его конструкция аналогична таковой у родственных минивэнов, имелись лишь внешние отличия в оформлении решётки радиатора, а также передней и задней светотехники. Кузов оцинкован. Модель имела хорошую обзорность и очень светлый салон за счёт большой площади остекления. Zeta могли оснащать люком в крыше и даже крышей, выполненной наполовину из стекла.
Сдвижные задние боковые двери делали посадку в салон минивэна более удобной, чем у моделей-конкурентов, таких как Volkswagen Sharan. Дверь багажного отделения открывалась вверх. Отмечается, что в машинах до 1996 года выпуска в сдвижных дверях со временем появлялся люфт, а задняя дверь начинала скрипеть при проезде по неровностям.

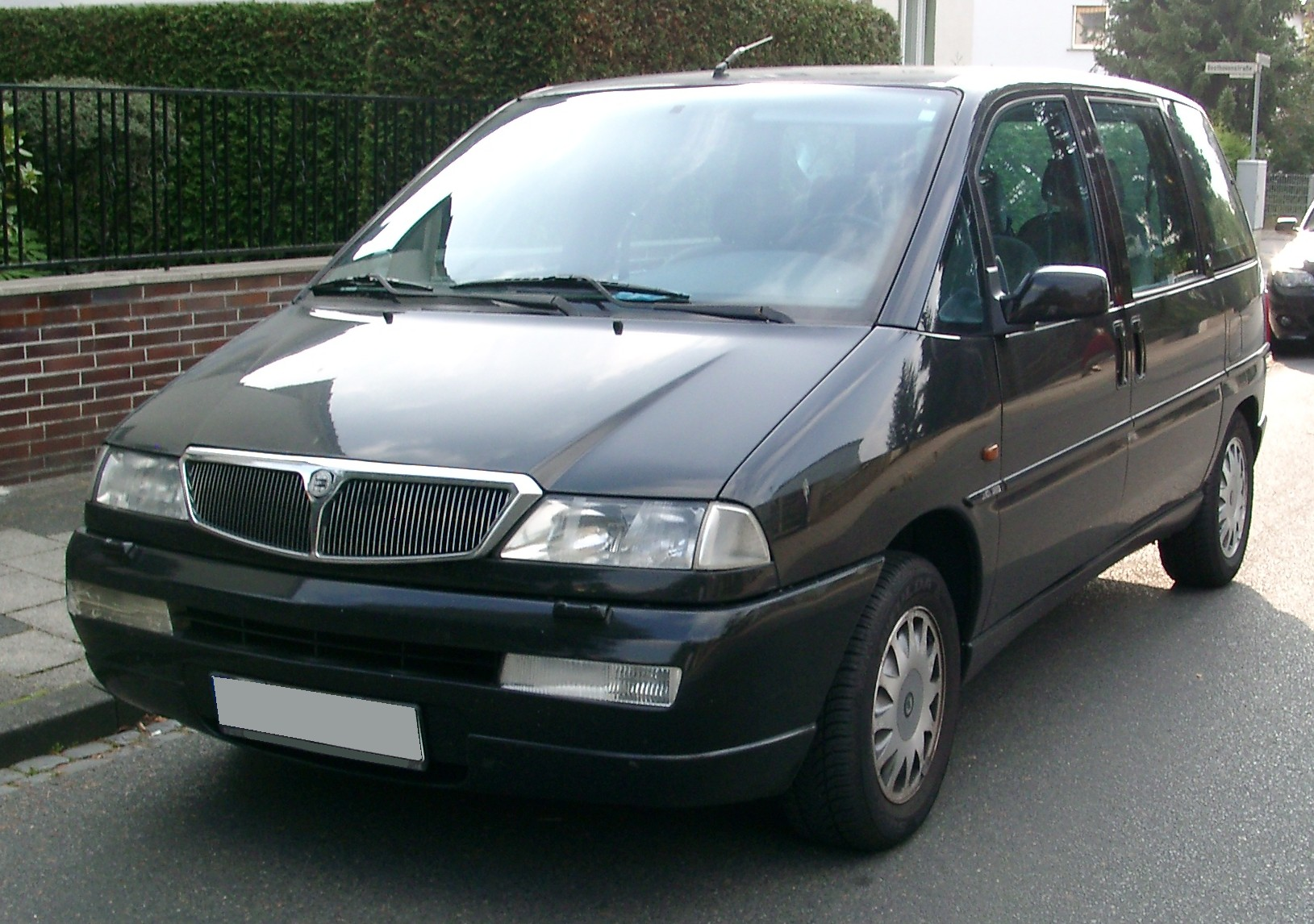
Вид спереди
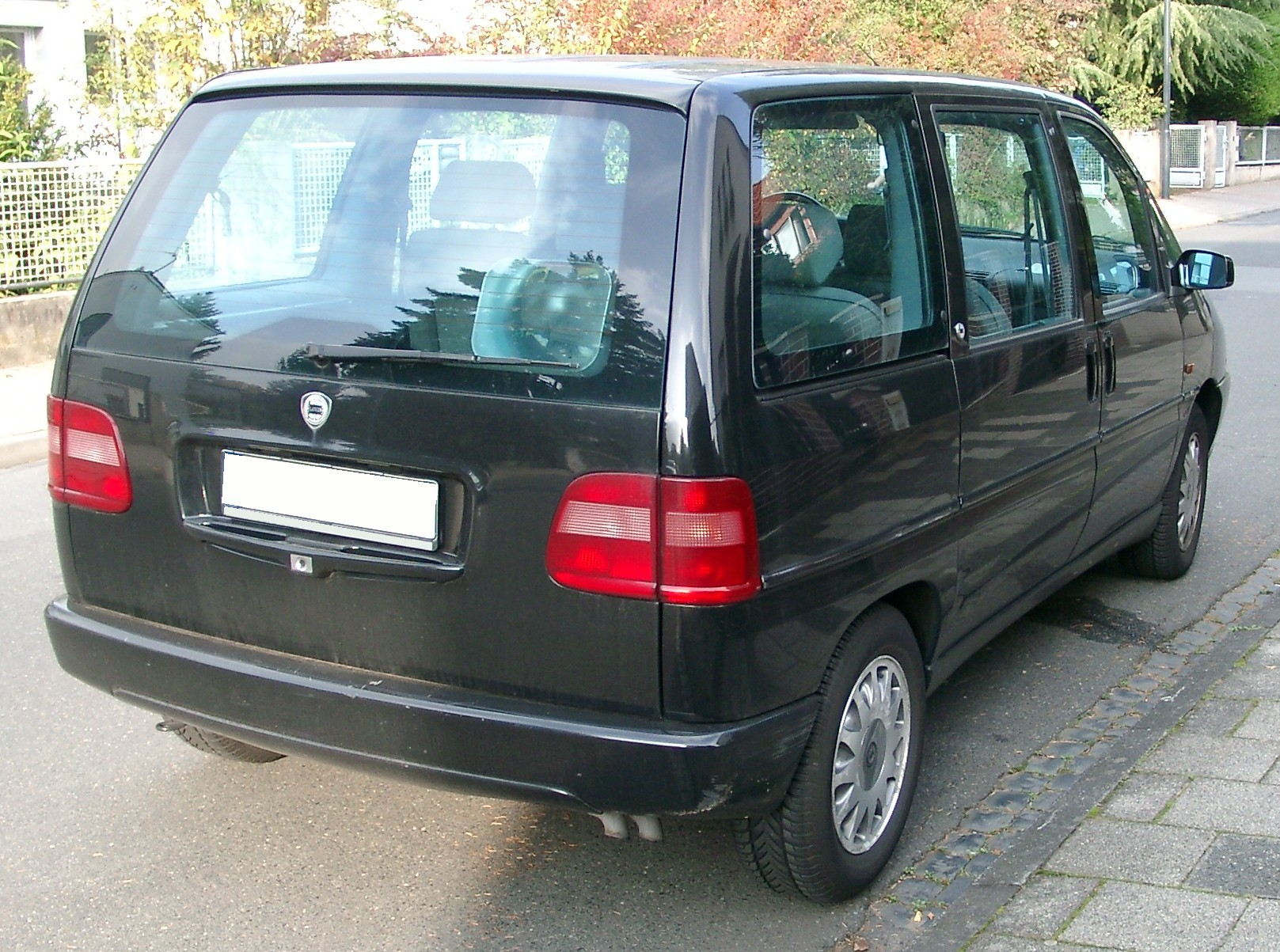
Вид сзади
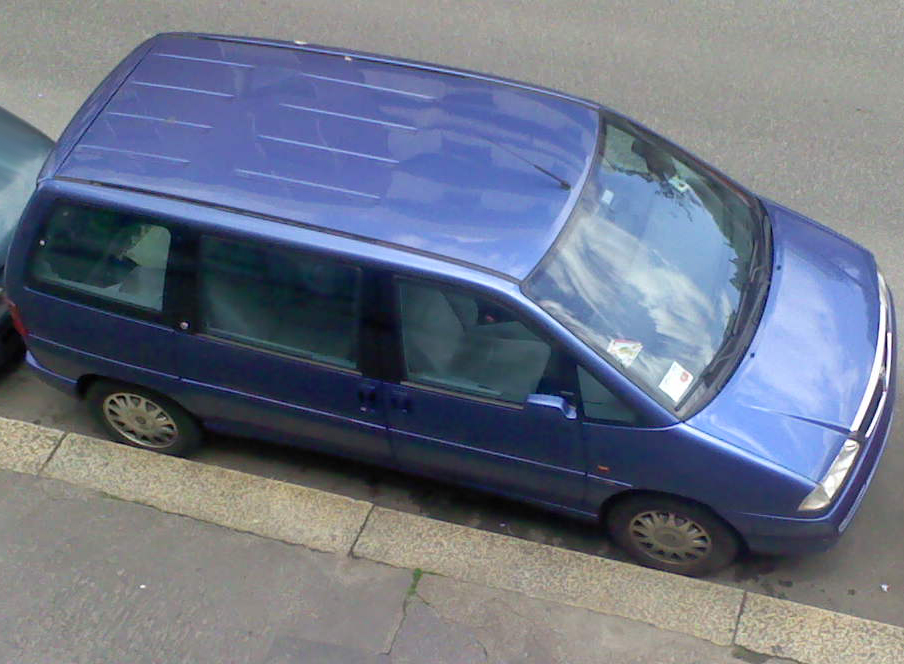
Вид сверху (версия без люка)

### Двигатели
На Zeta устанавливались 4 двигателя — 2 бензиновых и 2 дизельных. С 1995 по 2000 год модель оснащалась 2-литровым 8-клапанным бензиновым турбодвигателем XU10 J2TE и 2,1-литровым дизельным турбодвигателем XUD11 BTE. В 1999 году стал доступен двухлитровый турбодизель DW10BTED. В 2000 году бензиновый двигатель был заменён атмосферным 16-клапанным мотором того же объёма EW10 J4.
Автомобильные эксперты отмечают высокую надёжность всех моторов, которыми оснащалась Lancia Zeta, и их неприхотливость в обслуживании, но сообщают о том, что для бензиновых двигателей характерны трещины выпускного коллектора. Мотор XU10 J2TE был оснащён относительно беспроблемной турбиной, однако его сравнительно высокий расход топлива подвергся критике.
| Название        | Код       | Тип               | Годы      | Рабочий объём | Мощность            | Крутящий момент  | Макс. скорость | Разгон до сотни |
| --------------- | --------- | ----------------- | --------- | ------------- | ------------------- | ---------------- | -------------- | --------------- |
| 2.0 8v Turbo    | XU10 J2TE | Бензиновый, турбо | 1995—2000 | 1998 см3      | 147 л. с. @5300 rpm | 235 Нм @2500 rpm | 195 км/ч       | 10,1 с          |
| 2.0 16v         | EW10 J4   | Бензиновый        | 2000—2002 | 1997 см3      | 136 л. с. @6000 rpm | 190 Нм @4100 rpm | 186 км/ч       | 10,9 с          |
| 2.1 12v TD      | XUD11     | Дизельный, турбо  | 1996—1999 | 2088 см3      | 109 л. с. @4300 rpm | 250 Нм @2000 rpm | 175 км/ч       | 13,9 с          |
| 2.0 16v HDi/JTD | DW10ATED4 | Дизельный, турбо  | 1999—2002 | 1997 см3      | 109 л. с. @4000 rpm | 270 Нм @1750 rpm | 175 км/ч       | 12,7 с          |

### Ходовая часть
Минивэн был оснащён независимой передней и полузависимой задней подвеской со стабилизаторами поперечной устойчивости. Подвеска оценивается экспертами как достаточно мягкая и энергоёмкая. Ресурс шаровых опор составляет в среднем от 40 до 80 тыс. км, столько же служат и втулки стабилизатора поперечной устойчивости. Задняя подвеска более долговечная — сайлент-блоки балки могут выдержать 150—200 тыс. км пробега.
Все минивэны Zeta оснащались только 5-ступенчатой механической коробкой передач. Она отличается простотой в обслуживании: смазка рассчитана на весь срок эксплуатации, поэтому от автовладельца требуется лишь следить за герметичностью КПП.
Автомобиль был оснащён реечным рулевым управлением с гидроусилителем. Модель имеет весьма неплохую по меркам минивэнов управляемость. Наконечники рулевых тяг в среднем служат около 40 тыс. км, что даёт автоэкспертам повод называть их недолговечными.

### Тормозная система
Автомобили Lancia Zeta оснащались дисковыми тормозами, причём впереди применялись только дисковые вентилируемые. Тормозная система оценивается как достаточно эффективная, в частности благодаря антиблокировочной системе, которая была установлена на все автомобили Zeta. При замене колодок специалисты рекомендуют чистить и смазывать направляющие, а также проверить состояние пыльников направляющих суппортов.

## Салон
Салон Lancia Zeta имел 3 ряда сидений и 6 или 7 посадочных мест в зависимости от комплектации. Салон трансформируемый — задние ряды кресел можно сложить или демонтировать, тем самым увеличив вместимость багажного отсека. Будучи наиболее престижным из всех евровэнов первого поколения, Zeta имел богатое оснащение интерьера, например, кожаную отделку сидений; все автомобили оснащались кондиционером. Большая площадь остекления обеспечивала хорошую обзорность и инсоляцию внутреннего пространства минивэна, а сдвижные задние двери — удобный доступ на все пассажирские места. Помещённый на центральную консоль рычаг коробки передач являлся дополнительным фактором, повлиявшим на удобство салона, так как благодаря этому расположению между передними сиденьями имелся проход.
У машин 1995 года выпуска наблюдаются проблемы с надёжностью креплений третьего ряда сидений. Ещё одним недочётом стало расположение кнопок иммобилайзера возле подстаканников, из-за чего они могут быть залиты напитком.

## Пассивная безопасность
Краш-тест Peugeot 806, являющегося конструктивным аналогом Lancia Zeta, был проведён Euro NCAP в 1999 году и выявил некоторые недостатки модели. Голова манекена достигла подушки безопасности до полного раскрытия, грудь испытала значительные нагрузки от лямки ремня безопасности, а подголовник водительского кресла оказался снаружи автомобиля. Была отмечена опасность травмирования ног водителя, но было замечено и положительное качество минивэна — высокая прочность силовой структуры кузова, что особенно важно при столкновениях на высоких скоростях, а также при боковых ударах.
Тесты включали удар автомобиля о деформируемый барьер на скорости 64 км/ч с 40-процентным перекрытием. На оценку оказали влияние смещение рулевой колонки, а также высокий уровень нагрузки от ремня безопасности. Лопнул сварной шов ниши для ног, из-за чего голеностоп водителя подвергся риску серьёзных травм. Кроме того, жёсткие элементы в районе рулевой колонки подвергают опасности правую ногу водителя. Подголовник водительского сиденья при ударе вырвался из креплений и вылетел в окно. В минус автомобилю пошло то, что среднее заднее сидение оборудовано не трёхточечным, а поясным ремнём безопасности, который к тому же может быть снят и убран.
Для оценки безопасности автомобиля при боковом столкновении был осуществлён удар тележкой с деформируемым передом массой 950 кг на скорости 50 км/ч. Дверь минивэна была повреждена внизу и вмялась внутрь салона. Голова манекена-водителя неопасно соприкоснулась с креплением ремня безопасности и верхней частью центральной стойки. Выяснилось, что передний подлокотник может представлять опасность для живота водителя. Иных претензий высказано не было.
Рекомендованные компанией-производителем детские кресла обеспечили хороший уровень безопасности маленьких пассажиров, в частности, защитили их от удара головой о передние сидения. Не обошлось и без недостатков, снизивших оценку: в стандартную комплектацию евровэнов входят передние подушки безопасности, которые могут нести угрозу ребёнку, расположенному на переднем пассажирском сиденье, однако производитель не снабдил автомобиль достаточным количеством надписей с предупреждением об этом.
Капот и бампер евровэна не уберегут пешехода от серьёзных травм при наезде, поэтому он получил низкую оценку — всего одну звезду. Производителю были даны рекомендации обратить особое внимание на этот аспект безопасности.
Согласно отчёту EuroNCAP, в стандартную комплектацию Lancia Zeta, которая продавалась в Евросоюзе в 1999 году, входят 2 передние подушки безопасности, ремни безопасности с преднатяжителями и ограничителями нагрузки, а также гидроусилитель руля.